# Chučni
Chučni (in russo Хучни?; in lingua tabasarana: Хючна) è un villaggio della Russia situato nel Daghestan. Appartiene al rajon Tabasaranskij di cui è il centro amministrativo.
Il villaggio si trova 140 km a sud di Machačkala e a 50 km da Derbent.